# Filatura laniera cardata
La filatura laniera cardata è un ciclo di filatura destinato alla lavorazione delle fibre che, per la loro limitata lunghezza o per la loro specificità, non possono subire l'operazione di pettinatura e quindi confluire nel ciclo di filatura pettinata. I filati cardati sono utilizzati sia in tessitura che in maglieria e sono caratterizzati, oltreché dal titolo mediamente grosso, da una minore regolarità di sezione, da una maggiore gonfiezza e pelosità, da morbidezza e piacevolezza al tatto. 
In questo ciclo vengono convogliati materiali naturali e sintetici di vario tipo e provenienza: fibre nuove anche di pregio, cascami, fibre rigenerate, spesso in mista tra loro con lo scopo di valorizzare le peculiarità dei componenti. Il filato cardato si presta a numerose lavorazioni industriali e spesso è anche caratterizzato da effetti di fantasia, che ne valorizzano l'impiego anche in lavorazioni artigianali.

## Torsione e titolazione
Un alto coefficiente di torsione si ha nel caso di fibre molto corte ed impieghi particolari. Il limite teorico di tale lunghezza è circa 40/50 mm, ma con il ciclo cardato vengono filate anche fibre di lunghezza assai più ridotta, in funzione del titolo desiderato e della qualità finale del manufatto.
Tali caratteristiche della materia prima pongono un immediato vincolo tecnologico sulla filabilità che risulta alquanto limitata e si traduce in una fascia di titoli da Nm 1 a Nm 40.
I titoli che si possono produrre sono mediamente grossi perché il numero di fibre in sezione necessario a costituire un filato con adeguate prestazioni meccaniche, se pure fortemente influenzato dalle condizioni della materia prima, è comunque mediamente alto (80-120 fibre), anche se negli ultimi anni si è avuto un forte impulso alla lavorazione di fibre finissime e di grande pregio: cashmere, seta, angora, vicuna ed altre fibre cosiddette "nobili" in titoli fini: 2/28 Nm per maglieria e da parte di filature particolarmente specializzate anche 2/44 Nm in puro cashmere per maglieria di altissimo pregio. Biella e Prato in Italia sono le due patrie la prima della filatura pettinata e la seconda della filatura cardata.

### Titolo
Il titolo di un filato indica la finezza del medesimo. Si sono utilizzati numerosi modi per misurare il titolo, ora il più usato è il titolo metrico Nm, che indica il numero di km di filo che si ottengono con un kg di fibra.
Nm 44 significa quindi che 44000 metri di filo hanno il peso di un kg.
È ancora spesso utilizzata la forma "1/44" che esplicita la condizione di filo singolo avente titolo Nm 44. La dizione "2/44" ad esempio invece esplicita la condizione di un filo ritorto a due capi ottenuto a partire appunto da due fili Nm 44.

## Ciclo di filatura cardata
il prodotto cardato classico si avvale di una tecnologia ormai consolidata, che si attua secondo il seguente ciclo di filatura:
- Fase 1 preparazione (apre, miscela e pulisce il materiale)
- Fase 2 cardatura (lavora ancora la mista e produce lo stoppino titolato)
- Fase 3 filatura  (trasforma lo stoppino in filato)

### Preparazione
Per ottenere un filato omogeneo, resistente e regolare il requisito basilare è la miscelazione ottimale delle fibre componenti.
Questa fase di lavoro incrementa in modo approfondito l'apertura del materiale, aumentandone contemporaneamente la pulizia e garantendo un buon grado di miscelazione, sia per quanto riguarda i vari tipi di fibre componenti che per i diversi colori eventualmente presenti (materiale tinto in fiocco, o rigenerato.）
Per aumentare la scorrevolezza del materiale durante i vari passaggi nelle macchine, e soprattutto sulle carde, favorendone il moto relativo e cercando al tempo stesso di contenere il numero di rotture, è importante provvedere, durante la fase di preparazione, all'oliatura del materiale.
Apertura delle balle:
le balle del materiale, preventivamente liberate dall'involucro, vengono alimentate all'apriballe da un nastro trasportatore e disposte su una o due file.
Il principio di apertura di questa macchina si basa su un tappeto verticale munito di punte d'acciaio detto impannata.
Quando le balle arrivano alla sommità dell'impannata di alimentazione cadono in un piccolo avvallamento, che ha la funzione di creare una riserva di materiale, per mantenere costante la quantità introdotta.
Il tappeto aggancia le fibre e, miscelandole, le trasporta verso l'alto, dove un cilindro scaricatore munito di spazzole, posto dietro la fresa, libera i denti del tappeto dalle fibre, che vengono avviate alla tramoggia di scarico.
Apertura del fiocco:
Con una macchina chiamata Lupo apritore, si procede all'apertura delle fibre più corte; oppure più lunghe con la carda lupo.
Nel lupo apritore, le fibre alimentate sull'impannata in modo costante ed omogeneo, sono avviate all'interno della macchina per mezzo di due cilindri detti "ingollini", che presentano la superficie scanalata per trattenere meglio il materiale. Da questa zona di pinzatura la massa fibrosa è violentemente afferrata da un tamburo che gira velocemente, rivestito di doghe di legno con punte in acciaio acuminate.
L'azione delle punte e l'alta velocità di  rotazione, provocano lo sfioccamento del materiale.
Depolverizzazione:
Dal lupo apritore le fibre sono convogliate, mediante  trasporto pneumatico, alla battitrice, che provvede ad aprire ed amalgamare i fiocchi e a rimuovere ogni sorta di polveri e impurità. L'alimentazione avvia il materiale all'interno della camera di battitura in cui opera un tamburo cilindrico di circa 600 mm di diametro munito sulla superficie  di punte in acciaio, non acuminate.
La rotazione di questo cilindro provoca al materiale sia l'apertura grazie all'azione delle punte sulla massa fibrosa, sia la depolverizzazione grazie alla griglia sottostante lo stesso cilindro dove si trova un aspiratore che separa polveri e piccole impurità convogliandole in appositi filtri a sacco.
Ensimaggio:
L'oliatura della mista riveste un'importanza veramente fondamentale, perché serve ad aumentare il coefficiente di attrito interfibroso, favorendo la coesione del velo di carda e degli stoppini e a diminuire quello tra il materiale e le guarnizioni metalliche delle macchine.
La miscela è generalmente composta da oleante, agente emulsionante, ammorbidente, additivi, condensante, antistatici e acqua: la percentuale della presenza di questi viene espressa in peso rispetto alla mista e varia in relazione al tipo di materiale in lavorazione anche solitamente è utilizzato il 6%.
Miscelazione:
Dopo l'ensimaggio, la mista viene inviata ai cosiddetti box mobili, ovvero camere di accumulo della mista all'interno delle quali un ciclone statico o mobile realizza la caratteristica deposizione orizzontale del materiale e la sua scomposizione molto dettagliata in un numero elevato di strati, ognuno di spessore assai limitato, in modo da ottimizzare la miscelazione con il successivo prelievo verticale. 
Prelievo mediante fresa:
L'operazione di prelievo può essere effettuata tramite una fresa fissa o mobile.
La fresa consiste in un nastro trasportatore, dotato di numerose punte su tutta la sua superficie, orientato secondo un piano non perfettamente verticale, ma tale da formare un angolo superiore a 90° rispetto allo strato di materiale orizzontale.
Con le sue dimensioni il tappeto intercetta la  sezione della camera, per cui le fibre vengono agganciate dalle punte del tappeto che si muove dal basso verso l'alto e poi liberate, una volta superata la sommità, da un cilindro scaricatore e quindi raccolte nel dispositivo di scarico.
La fresa, scorrendo su binari, avanza internamente al box per tutta la sua lunghezza.
Nel sistema di prelievo a fresa fissa le celle hanno il fondo mobile che trasporta il materiale verso la fresa, situata all'imboccatura della stanza. Dalla fresa il materiale viene convogliato in alcune tubazioni dove un risucchio d'aria creato da un vortice lo convoglia nei box di stoccaggio, miscelato sempre tramite il ciclone statico o mobile.
Stoccaggio ed alimentazione alla carderia:
Dalle camere di miscelazione la mista può essere di nuovo immessa nelle macchine di apertura oppure, se bisognosa di ulteriore omogeneizzazione, sottoposta ad un secondo o addirittura terzo passaggio di miscelazione e relativo prelievo, ma generalmente in questi casi l'ensimaggio si effettua solo come ultimo passaggio. Infine il materiale viene immagazzinato nelle celle di stoccaggio, in attesa di essere alimentato al caricatore dell'assortimento (serie di macchine di cardatura) tramite appositi silos.
Le celle di stoccaggio sono dotate di fresa fissa, con un sistema di prelievo comandato da apposite fotocellule che controllano il livello del materiale all'interno del silos.

### Cardatura
La cardatura ha lo scopo di orientare le fibre in un'unica direzione (parallelizzazione), tramite apposite macchine chiamate carde poste in serie negli "assortimenti di carderia". La carda è costituita da 2 grossi cilindri rotanti di grandi dimensioni (tamburo e pettinatore) muniti di denti metallici detti guarnizioni di opportuna finezza e numero, registrati tra di loro a pochi centesimi di millimetro (da 40 a 15 progressivamente), da organi ausiliari cardanti (lavoratori e volteggiatori) e da numerosi altri organi ausiliari (volano, sopravolano, sottovolano, entrate, rouletabosse); le fibre passano attraverso queste due superfici mobili munite di punte, per essere districate ed orientate, fino a ridursi di passaggio in passaggio in un velo di fibre parallelizzate che viene trasformato in nastro cardato (piatto) e poi in stoppino (cilindrico) nell'ultima parte della macchina detta "divisore". I tipi di carde utilizzati sono principalmente tre:carda a rompere o avantreno, carda traversa, cosiddetta perché lavora sulle fibre che gli vengono poste trasversalmente dal nastro trasportatore o incrocio e carda a dividere e il numero di ognuna di queste può variare a seconda della filatura.
Si possono riassumere tre tipi di assortimenti:
- manuale:assortimento non più in uso, che prevedeva il trasporto manuale del velo di cardatura da una carda all'altra.
- semiautomatico:ancora molto in uso, soprattutto nell'area tessile pratese. In questo tipo di assortimento, dopo ogni carda il velo viene girato di 90 gradi per favorire l'omogeneità delle fibre. La variante consiste nel passaggio da carda traversa a carda a dividere, dove il materiale detto "velo" non viene inviato direttamente alla seconda, ma viene avvolto su di una botte, o su una "M" che consiste di alcuni cilindri su cui circola una tela continua che prende appunto la forma di M e che crea la cosiddetta tovaglia. Le tovaglie vengono poi prese a due a due e immesse nella carda a dividere che provvederà a creare lo stoppino.
- automatico:detto anche a treno per via dei macchinari sistemati consecutivamente, non prevede l'utilizzo della botte o della "M", ma invia direttamente il materiale da carda traversa a carda a dividere tramite appositi trasportatori detti anche affaldatori perché stendendo il velo trasversalmente sull'impannata, formano una falda continua che alimenta le carde.

#### Stiro o stiratura.
Ha lo scopo di far raggiungere allo stoppino in uscita dal "divisore", durante la successiva fase di filatura, il titolo desiderato, cioè la finezza desiderata.

### Filatura
Il prodotto della cardatura (stoppino) risulterebbe assai poco resistente; per ottenere un filato tenace ed omogeneo, il nastro cardato (stoppino) è direttamente processato in filatura tramite filatoio continuo ad anelli (ring) oppure tramite filatoio intermittente (selfacting o "mule"). 
Il filatoio continuo ad anelli è la macchina attualmente più diffusa nel mondo per la produzione di filato. La differenza sostanziale fra i due sistemi è che mentre nel filatoio ad anello la torsione e lo stiro sono dati costantemente allo stoppino durante la sua uscita dai cilindretti di alimentazione, nel self-acting la torsione è data in maniera incrementale durante l'apertura della macchina e quindi i punti sottili del filato in formazione che sono quelli che "assorbono" le torsioni per primi, sono meno sottoposti allo stiro, rispetto ai punti grossi del filato. Tutto questo si traduce in una maggiore omogeneità di diametro del filato finito.  